# رود سیم
رود سیم (انگلیسی: Sym) یک رودخانه در سرزمین کراسنویارسک کشور روسیه است.